# ビコーズ (デイヴ・クラーク・ファイヴの曲)
「ビコーズ」(Because) は、イングランドのロックバンド、デイヴ・クラーク・ファイヴによる、3枚目のスタジオ・アルバム『アメリカン・ツアー (American Tour)』に収録された曲。バンドのドラム兼リーダーのデイヴ・クラークと、リードボーカルのマイク・スミスが書き、エイドリアン・クラーク (Adrian Clark)がプロデュースしたこの曲は、当初イギリスでは、シングル「カッコいい二人 (Can't You See That She's Mine)」のB面に収められていた。
アメリカ合衆国では、「ビコーズ」はシングル曲としてリリースされ、『ビルボード』誌のBillboard Hot 100 チャートで3位まで上昇した。また、カナダとニュージーランドのチャートでも、3位まで上昇した。
後にジュリアン・レノンがカバーしたバージョンは、1985年に全英シングル・チャートで40位に達した。

## 背景とリリース
「ビコーズ」は、デイヴ・クラーク・ファイヴのアメリカ合衆国における5枚目のシングルとすることを意図して書かれたが、バンドが所属していたエピック・レコードは、バラード曲はそれまでこのバンドがヒットさせてきたアップビートなシングルというヒットの公式から外れるとして、当初はこれに抵抗していた。
1964年5月、この曲はイギリスで「Can't You See That She's Mine」のB面に収められた。クラークは、「ビコーズ」を合衆国でA面としてリリースすることを主張し、最終的にエピックもそれに合意した。
このシングルは8月に、60位で Billboard Hot 100 チャートでに入り、最高3位に達して6週間その位置にとどまった 。
合衆国におけるバンドの5枚目のシングルとなった「ビコーズ」は、百万枚以上を売り上げた 。
カナダでは、『RPM』誌のシングル・チャートで3位まで上昇した。
レコードに記されたクレジットは、デイヴ・クラークとマイク・スミスとなっているが、「ビコーズ」は、クラークではなくロン・ライアン (Ron Ryan) が共作者であったと主張されているデイヴ・クラーク・ファイヴの楽曲のひとつである。

## 評価
- 『ビルボード』誌は、リリース当時のシングルのレビューで、「ビコーズ」を「温かくロマンティックなバラード ... （デイヴ・クラーク・ファイヴを）チャートにとどまらせることになるだろう (warmly romantic ballad ... that should keep [The Dave Clark Five] on the chart)」と記した[9]。
- オールミュージック (AllMusic) のリッチー・アンターバーガー（英語版）はこの曲について、「旋律の水準は、初期のビートルズの最も出来の良い作品に匹敵していた (... was on about the same melodic level as all but the best of the early Beatles' compositions)」と述べている。彼は、この曲が、「彼らが得意とした足踏みしたくなるようなヒット曲 (stomping hits that were their main diet)」とは対称的な、このバンドの微妙な一面を見せるものだとした。アンターバーガーはさらに、この曲のハーモニーをとっているボーカルについても賞賛し、「美しく、普通のものとは異なる、魅力的なコード展開 (beautiful, unusual, and irresistible chord changes)」や「優しく、ロマンティックな歌詞 (tender, romantic lyrics)」にも言及している[3]。

## カバー
- スプリームスは、ブリティッシュ・インヴェイジョンの楽曲のカバーを集めたトリビュート・アルバムとして制作された1964年のアルバム『A Bit of Liverpool』で「ビコーズ」を取り上げた[10]
- レイ・コニフは、1972年に、The Ray Conniff Environment 名義で、この曲をシングルとして出した[11]。
- ジュリアン・レノンは、デイヴ・クラークの1986年のミュージカル『Time』のサウンドトラックとしてこの曲を吹き込んだ。シングルはいち早く1985年にリリースされ、全英シングル・チャートで40位となり[12]、ベルギーのシングル・チャートであるウルトラトップでは8位まで上昇した[13]。
- Mi-Keは、1993年にアルバム『永遠のリバプールサウンド〜Please Please Me, LOVE』でカバー。
- 元ザ・タイガースの森本太郎は、2012年1月24日の沢田研二コンサートに瞳みのる、岸部一徳とともにゲスト出演し、「ビコーズ」(Because) を歌唱しDVD化された。

## トラックリスト
7" シングル（US、カナダ）
| #  | タイトル                 | 作詞       | 作曲・編曲 | 時間 |
| -- | ------------------------ | ---------- | ---------- | ---- |
| 1. | 「Because」              | Dave Clark | Dave Clark | 2:23 |
| 2. | 「Theme Without a Name」 | Davidson   | Davidson   | 2:05 |

7" シングル（日本）
| #  | タイトル                                           | 作詞         | 作曲・編曲   |
| -- | -------------------------------------------------- | ------------ | ------------ |
| 1. | 「ビコーズ / Because」                             | Clark        | Clark        |
| 2. | 「カッコいい二人 / Can't You See That She's Mine」 | Clark, Smith | Clark, Smith |

## チャート
| チャート（1964年）                          | 最高位 |
| ------------------------------------------- | ------ |
| カナダ・トップ・シングルズ（RPM）           | 3      |
| ニュージーランド（Lever Hit Parade）        | 3      |
| アメリカ合衆国（Billboard Hot 100）         | 3      |
| アメリカ合衆国 (キャッシュボックス Top 100) | 7      |

| チャート（1964年）                  | 順位 |
| ----------------------------------- | ---- |
| アメリカ合衆国（Billboard Hot 100） | 64   |